# لی وون جونگ (بازیگر، زاده ۲۰۰۱)
لی وون جونگ (کره‌ای: 이원정؛ زادهٔ ۱۴ فوریه ۲۰۰۱) بازیگر اهل کره جنوبی است. او به خاطر ایفای نقش در مجله جدید عادی، پخش زنده و اتفاقی دیدمت شناخته می‌شود.

## فیلم‌شناسی

### مجموعه تلویزیونی
| سال  | عنوان              | نقش           | منابع  |
| ---- | ------------------ | ------------- | ------ |
| ۲۰۱۸ | کلاس دروغ‌ها        | لی جونگ سو    | [ ۵ ]  |
| ۲۰۲۰ | پخش زنده           | لی هون هو     | [ ۶ ]  |
| ۲۰۲۲ | مجله جدید عادی     | جونگ سوک جین  | [ ۷ ]  |
| ۲۰۲۲ | وکیل وو خارق‌العاده | یانگ جونگ ایل | [ ۸ ]  |
| ۲۰۲۳ | همکاری مغزها       | کیم جونگ یونگ | [ ۹ ]  |
| ۲۰۲۳ | اتفاقی دیدمت       | بک هی سوپ     | [ ۱۰ ] |
| ۲۰۲۴ | آغوش سرندیپیتی     | کوان سانگ پیل |        |